# Helge Mark Lodder

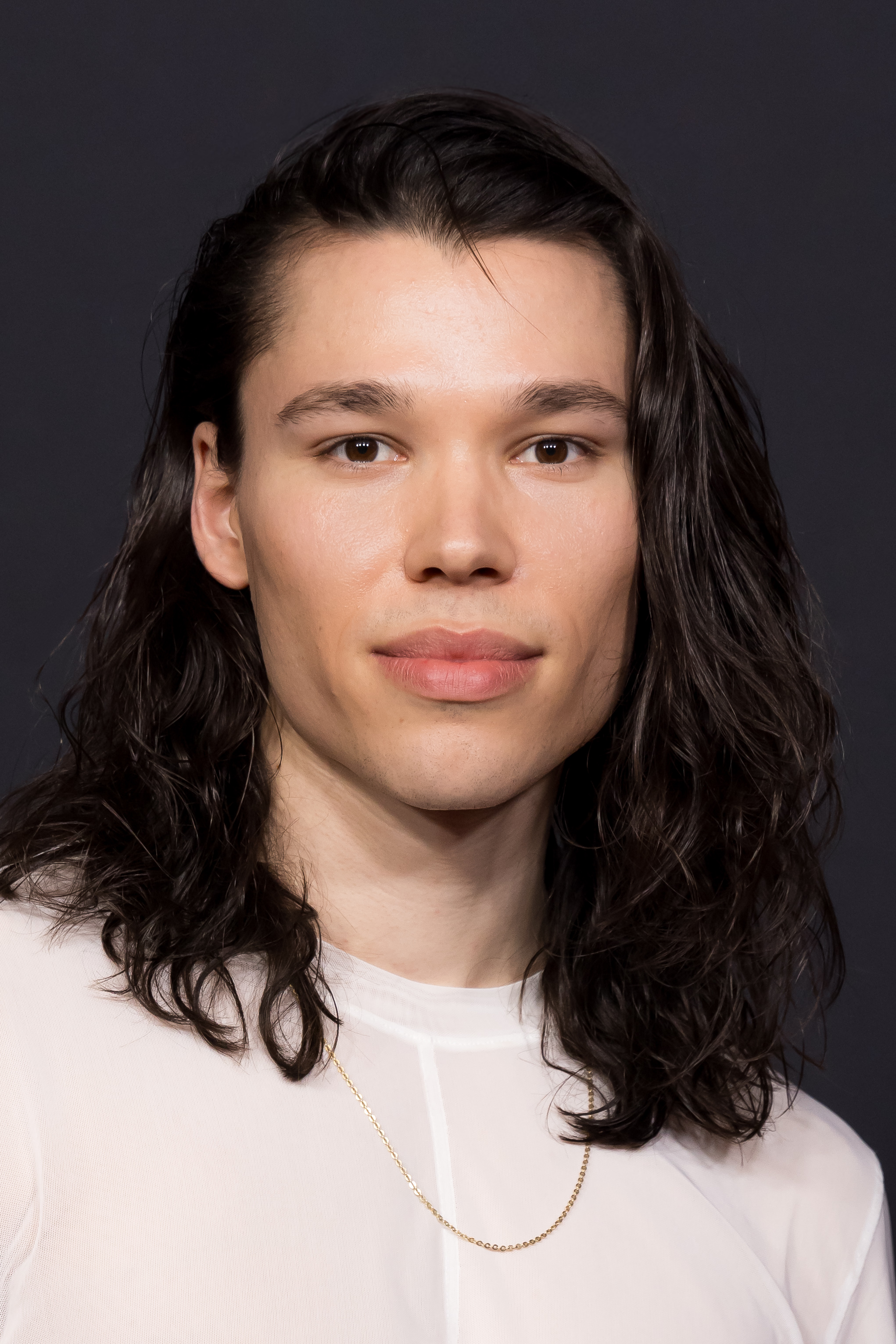
Helge Mark Lodder

Helge Mark Lodder (* 21. April 1994 in Lüneburg) ist ein deutscher Schauspieler, Musicaldarsteller und TikTok-Creator.

## Leben
Von 2014 bis 2018 studierte Lodder Musiktheater an der Universität der Künste Berlin. Schon während des Studiums hatte er Engagements am Theater Chemnitz, am Theater des Westens und wirkte bei den Luisenburg-Festspielen in Wunsiedel mit. 2020 spielte er eine Hauptrolle in der dritten Staffel der RTL2-Serie Wir sind jetzt. Im Anschluss verbrachte er einige Monate am Wiener Raimund Theater.
2020 filmte Lodder gemeinsam mit zwei Kolleginnen während eines Musikvideodrehs sein erstes virales TikTok-Video. Er lebt in Berlin.

## Theater
- 2017–2018: Kopfkino, Regie: Peter Lund, Neuköllner Oper
- 2018: Emil und die Detektive, Regie: Michael Schilhan, Stättische Theater Chemnitz
- 2018: Dschungelbuch, Regie: Simon Eichenberger, Luisenburg-Festspiele
- 2019: Cabaret, Regie: Mark Zurmühle, Stadttheater Bremerhaven
- 2019: The Band Robbie, Regie: Jack Ryder, Stage Theater des Westens Berlin
- 2021–2022: Miss Saigon, Regie: Jean-Pierre Van der Spuy, Tom O’Brien, Raimund Theater – Vereinigte Bühnen Wien[3]

## Filmographie
- 2019: Kopfkino – Das Filmmusical, Regie: Peter Lund
- 2020: Wir sind jetzt, TV-Serie, Regie: Christian Klandt
- 2021: Die Tänzerin und der Gangster – Liebe auf Umwegen TV-Film, Regie: Granz Henman
- 2021: New Friends, Kurzspielfilm, Regie: Laura Martinova
- 2024: BRÜT, TV-Serie, Regie: Marian Freistühler, Oliver Bassemir[3]
- 2024: Überväter (Fernsehfilm)
- 2024: Ein Fall für zwei, die letzte Lieferung, TV-Krimi
- 2025: Lena Lorenz, Blick in den Spiegel, TV-Serie

## TV-Show-Auftritte
- 2024: Die Verräter – Vertraue Niemandem! (Kandidat, Spielshow)